# Michi Strausfeld
Michi Strausfeld (Alemanya,1945) és una filòloga i editora alemanya. Va estudiar filologia anglesa, francesa i hispànica a Colònia i va publicar la tesi doctoral La nueva novela latinoamericana y un modelo: Cien años de soledad de Gabriel García Márquez. Viu a Espanya des de 1968. Va iniciar la seva trajectòria en el sector editorial a Barral Editores. Entre 1997 i 1989 va dirigir la col·lecció infantil i juvenil d'Alfaguara per integrar-se, posteriorment, a l'equip de l'editorial Siruela, on, des de 1990, és responsable de la col·lecció Las tres edades. Ha publicat diversos articles sobre l'edició i ha recopilat nombrosos assaigs sobre la literatura llatinoamericana i espanyola. És col·laboradora del Festival Internacional de Literatura de Berlín. En l'actualitat viu entre Berlín i Barcelona, des d'on enllesteix el llibre Paseos literarios por Barcelona i una antologia sobre la literatura contemporània de l'Índia.